# Jaguar X-Type
Jaguar X-Type je sedan (pod označením Saloon) nebo kombi (pod anglickým označením Estate) střední třídy vyráběný od roku 2001 britskou automobilkou Jaguar Cars Ltd. Do roku 2009, kdy byla ukončena výroba, sjelo z výrobní linky v anglickém Halewoodu na 350 000 vozů X-Type. Stal se tak nejúspěšnějším modelem v historii značky. Je ale pravda, že automobilka očekávala lepší prodejní výsledky. Jednalo se o první model značky Jaguar, který standardně nabízel pohon všech čtyř kol (benzinové motory), od roku 2003 také pohon předních kol a dieselové motory.

Jaguar X-type byl veřejnosti představen v roce 2001 jako první zástupce značky Jaguar na trhu menších luxusních sedanů střední třídy, který tradičně patří k silným dominantám nabídky německých značek BMW (řada 3), Mercedes-Benz (třída C) a Audi (Audi A4). Vůz sdílel zadní nápravu, podlahovou plošinu a některé prvky interiéru s Fordem Mondeo, jelikož v době uvedení na trh vlastnil společnost Jaguar koncern Ford (do roku 2008). Design vozu byl jednou z posledních prací návrháře Geoffa Lawsona, kterého v roce 1999 nahradil současný šéfdesignér automobilky Ian Callum. X-Type měl přilákat k tradičním kupcům automobilky především mladší klientelu a zvýšit objem prodejů značky. Plán jaguaru počítal se 100 000 vyrobenými vozy ročně, čehož model X-Type nikdy nedosáhl. Prodeje každým rokem od uvedení klesaly, v roce 2006 se prodalo 29 394, o rok později 21 188 kusů. Nejúspěšnějším byl rok 2003 s více než padesáti tisíci prodanými vozy.
Při uvedení na trh byl vůz poháněn výhradně vidlicovými šestiválcovými motory o objemu 2,5 nebo 3,0 litru a pohonem na všechna čtyři kola. V roce 2003 Jaguar zareagoval na absenci vznětových motorů, tvořící značnou část prodejů v segmentu středně velkých sedanů, uvedením 2,0 a 2,2 litrového dieselového motoru TDCI. V kombinaci s těmito motory byl vůz poháněn pouze předními koly.
V září 2004 byl na autosalonu ve Frankfurtu nad Mohanem představen model X-Type s karoserií kombi označovaný Estate, ve Spojených státech nazývaný Sportwagon. Opět byl vůz namířen proti německé konkurenci (BMW 3 Touring, Audi A4 Avant,Mercedes-Benz C kombi) a nabízen v široké škále motorizací. Pohon 4x4 byl k dostání s benzínovými motory V6 o objemu 2,5 a 3,0 litru. Pohon předních kol byl opět spojen se vznětovými motory a benzínovým motorem V6 2,1 litru. V roce 2008 prošel X-Type vzhledovými úpravami zaměřenými na přední a zadní nárazník a masku chladiče. Dostal také do nabídky nové motory - především vznětový 2,2 litrový šestiválec spojený s šestistupňovou automatickou převodovkou PDF snižující spotřebu. Ukončení výroby modelu X-Type v anglickém Halewoodu nedaleko Liverpoolu bylo oznámeno 15. června 2009, poslední modely sjely z výrobní linky na konci téhož roku.

## Galerie

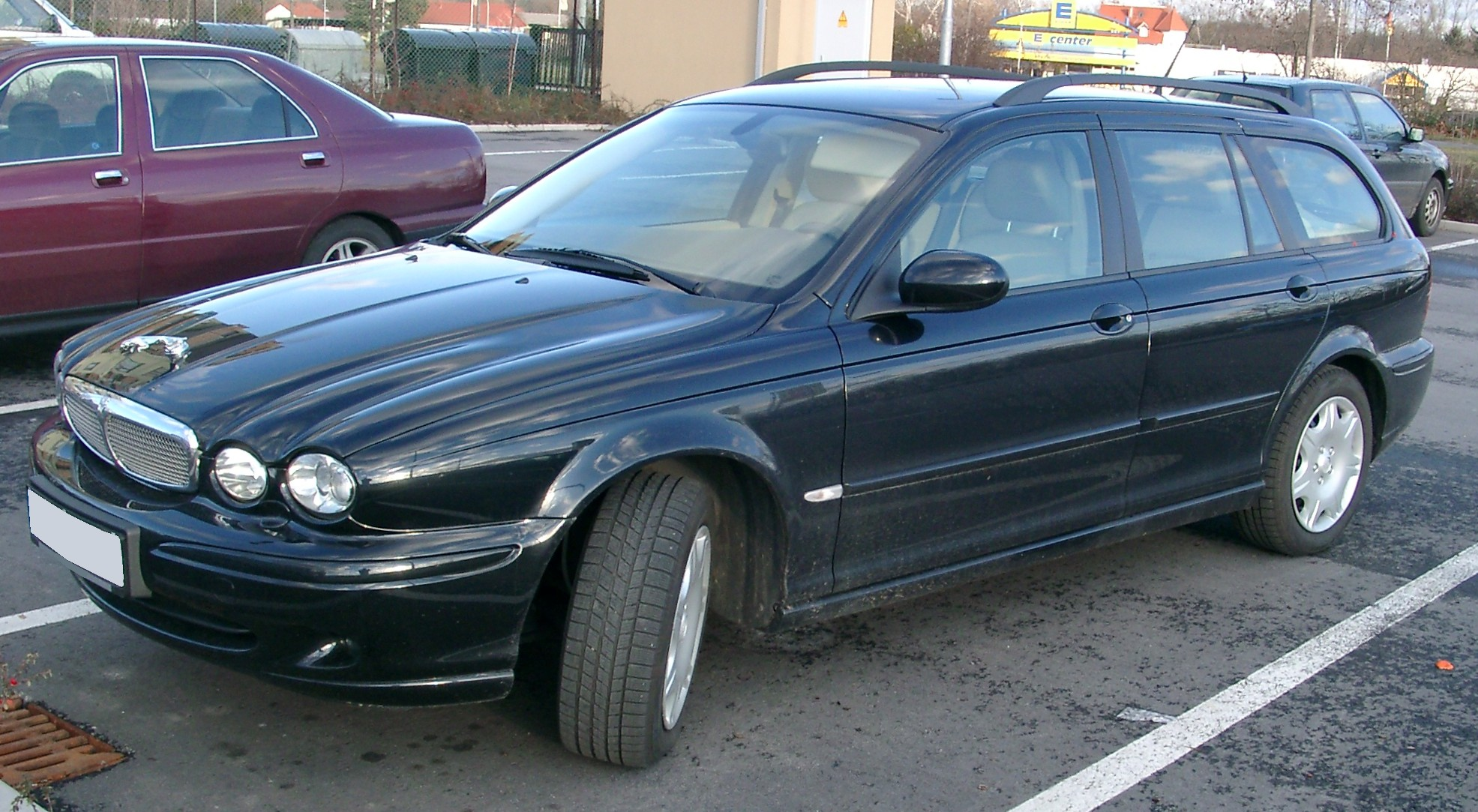
přední pohled na kombi označované Estate
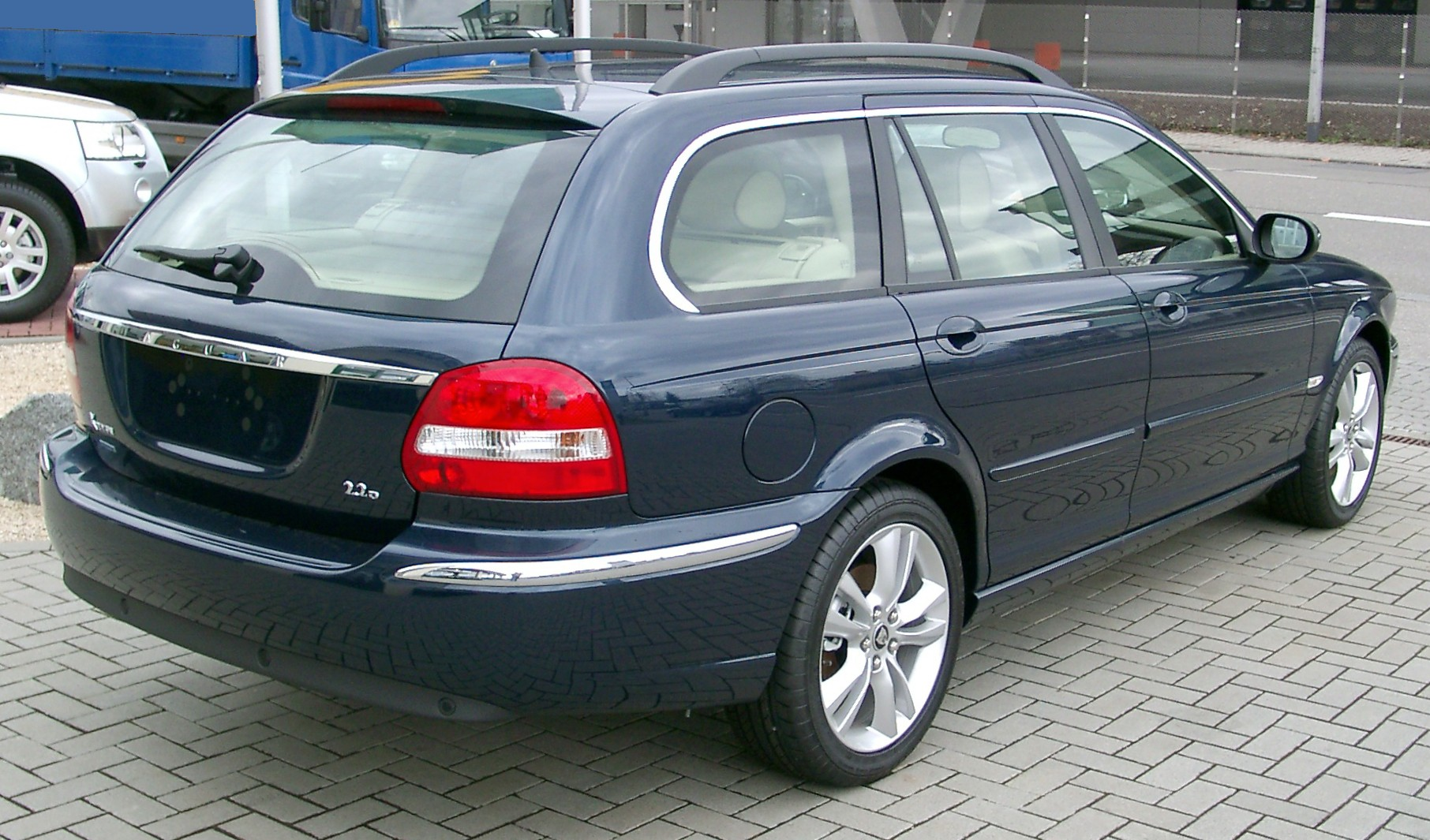
zadní pohled na kombi označované Estate
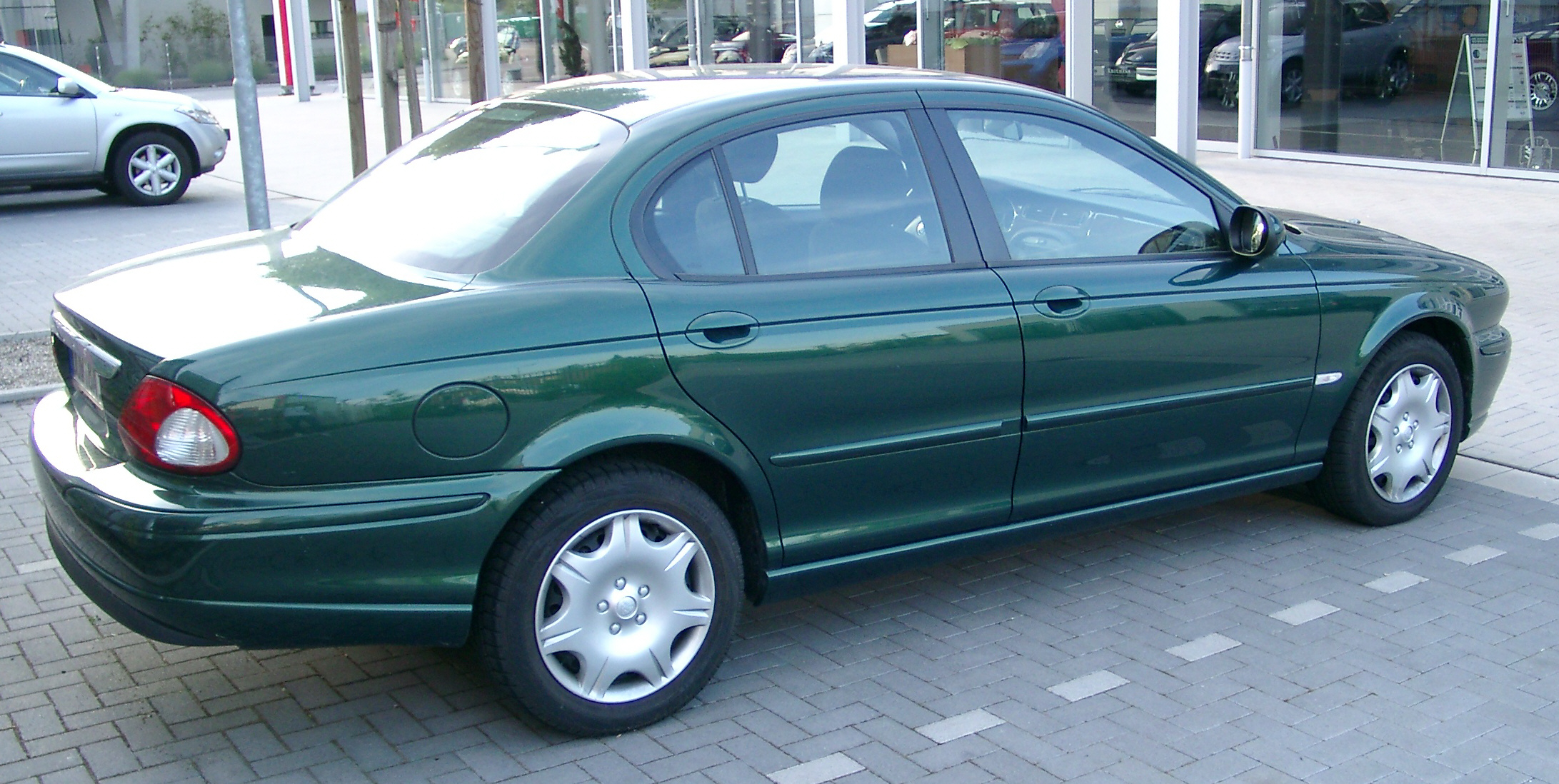
sedan značený Saloon, z profilu
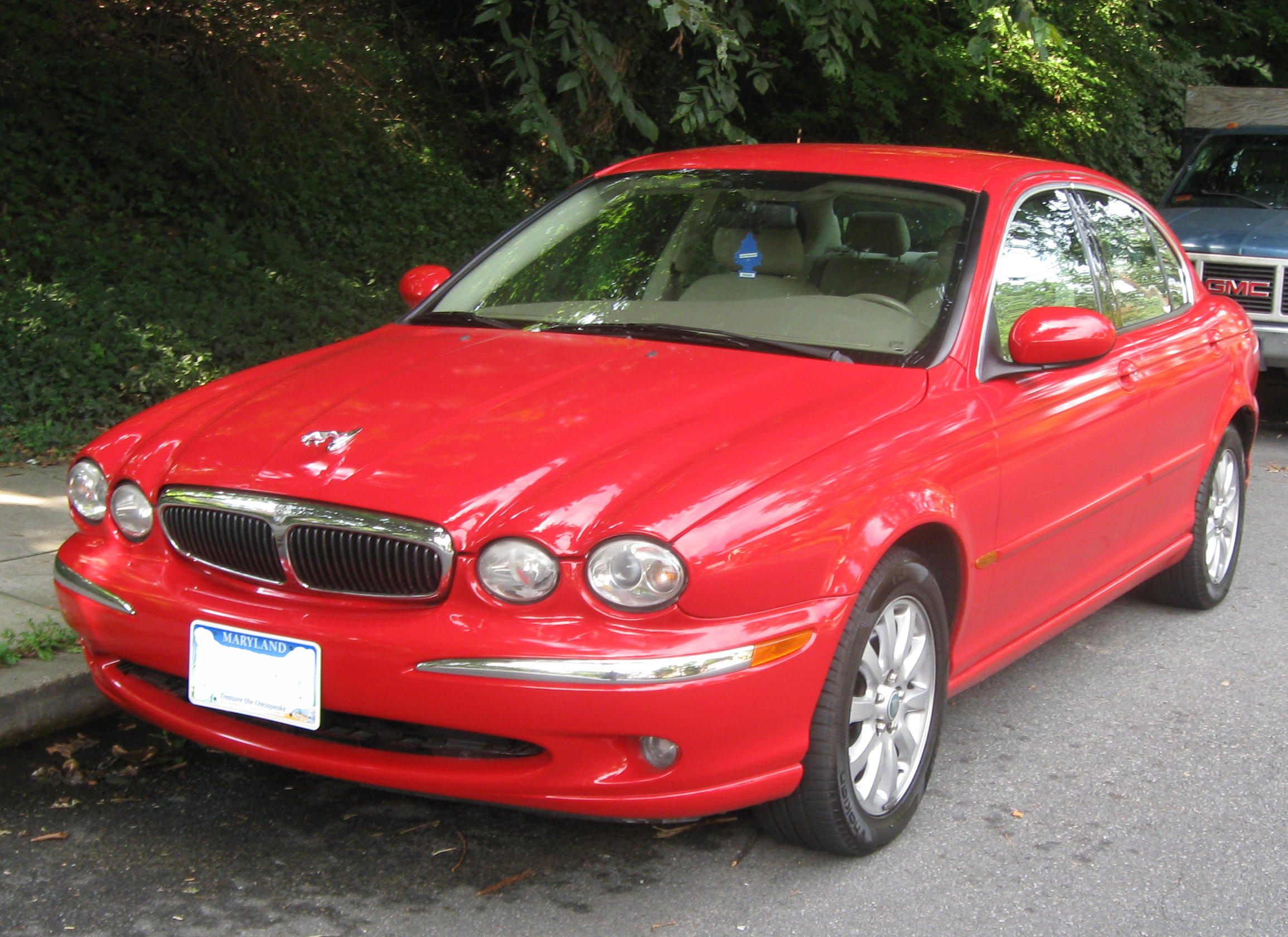
sedan značený Saloon, zepředu